# 舍伊诺农村居民点
舍伊诺农村居民点（俄语：Шеинское сельское поселение）是俄罗斯联邦别尔哥罗德州科罗恰区所属的一个农村居民点。其下辖有2个居民点，行政中心为舍伊诺。据2016年统计，该农村居民点的人口为867人。